# Luis Ramírez Zapata
Luis Baltazar Ramírez Zapata (* 6. Januar 1954 in San Salvador), auch bekannt unter seinem Spitznamen „El Pelé“, den er nach dem Vorbild des brasilianischen Ausnahmekönners erhielt, ist ein ehemaliger salvadorianischer Fußballspieler auf der Position eines Stürmers. Er ist der bis heute einzige Torschütze der salvadorianischen Fußballnationalmannschaft bei einer Fußball-Weltmeisterschaft.

## Leben

### Verein
Ramírez begann seine Laufbahn beim Club Deportivo Dragón aus der größten Stadt im Osten El Salvadors, San Miguel. 1971 wechselte er zum bekannteren und erfolgreicheren Stadtrivalen Club Deportivo Águila, bei dem er die mit Abstand meisten Jahre seiner Laufzeit verbrachte: zunächst bis 1976 und danach noch einmal von 1980 bis 1988. In den Jahren 1972, 1976, 1983 und 1988 gewann „Pelé“ Ramírez mit dem Verein insgesamt viermal die salvadorianische Fußballmeisterschaft.
In seinem Heimatland spielte Ramírez außerdem nur noch beim Alianza FC und bei Atlético Marte unter Vertrag. In den Reihen des zweitgenannten Vereins beendete er auch seine aktive Laufbahn. Ansonsten stand Ramírez bei verschiedenen ausländischen Vereinen unter Vertrag: zunächst beim CS Cartaginés in Costa Rica, unmittelbar danach beim Puebla FC in Mexiko und ein Jahr später beim Platense FC in Honduras. Zum Ende seiner aktiven Laufbahn spielte er 1990 für die Washington Diplomats in den Vereinigten Staaten.

### Nationalmannschaft
Internationale Bekanntheit erlangte Pelé Ramírez vor allem durch die Tatsache, dass er bei der Fußball-Weltmeisterschaft 1982 in Spanien das bisher einzige Tor erzielte, das die Nationalmannschaft El Salvador in insgesamt 6 Spielen, die sie bei zwei Fußballweltmeisterschaften absolviert hat; die erste Teilnahme war 1970 in Mexiko. Das Tor selbst dürfte aber allenfalls Ramírez Freude bereitet haben. Denn sein Anschlusstreffer zum 1:5-Zwischenstand in der 64. Minute konnte auch die einzige zweistellige Niederlage der Salvadorianer bei einer Fußball-Weltmeisterschaft (1:10 gegen Ungarn) nicht verhindern.
Insgesamt bestritt Ramírez 58 Länderspieleinsätze, bei denen ihm 16 Treffer gelangen.

## Erfolge
- Salvadorianischer Meister: 1972, 1976, 1983, 1988